# Дитрих II фон Ауершперг
Дитрих II фон Ауершперг (на немски: Dietrich II Graf von Auersperg, Herr zu Schönberg) е от 1630 г. граф на Ауершперг и от 1604 г. господар на Шьонберг.

## Биография
Роден е на 2 юни 1578 година. Той е третият син на фрайхер Кристоф II фон Ауершперг (1550 – 1592) и първата му съпруга фрайин Анна фон Малтцан (+ 1583), дъщеря на фрайхер Бернхард фон Малцан. Внук е на фрайхер Хербард VIII фон Ауершперг (1528 – 1575) и фрайин Мария Кристина фон Шпаур и Фалфон († 1575). Баща му се жени втори път на 12 февруари 1589 г. в Любляна за фрайин Елизабет фон Танхаузен († 1589).
Дитрих II фон Ауершперг е наследствен маршал и наследствен камерхер на Крайна, също камерхер на императорите Матиас и Фердинанд II. Той и племенникът му Ханс/Йохан Андреас II фон Ауершперг (1615 – 1664), син на брат му Хербард XII фон Ауершперг (1574 – 1668), господар на Шьонберг, са повишени на 11 септември 1630 г. на имперското събрание в Регенсбург на наследствени имперски графове. През 1606 г. Дитрих II фон Ауершперг марширува под командването на граф Максимилиан фон Траутмансдорф срещу Венеция, където вижда в същата войска за пръв път Албрехт фон Валдщайн (Валенщайн), по-късният генералисимус и херцог на Фридланд. Той наследява имотите на Шьонбергите след измирането на кадетския клон през 1604 г.
Дитрих II фон Ауершперг умира на 25 август 1634 г. в Любляна на 56-годишна възраст. Синът му Йохан Вайкхард фон Ауершперг става през 1653 г. 1. княз на Ауершперг, херцог на Мюнстерберг и Франкенщайн.

## Фамилия
Дитрих II фон Ауершперг се жени на 8 април 1609 г. в Градец за графиня Сидония Гал цу Галенщайн цу Графенвег, дъщеря на граф Козмас Гал фон Галенщайн цу Графенвег и Фелицитас Хьофер цу Хьофлайн. Те имат пет сина:
- Волф/Волфганг Енгелбрехт фон Ауершперг (* 30 октомври 1610; † 28 април 1673, Любляна), граф на Готше
- Йохан Кристоф (*/† 1612)
- Хербард фон Ауершперг (* 8 ноември 1613; † 6 март 1668), граф, господар на Шьонберг, женен на 10 октомври 1649 г. в Лихтенвалд за фрайин Анна Елизабет фон Москон-Гуркфелд († 1677)
- Йохан Вайкхард фон Ауершперг (* 11 март 1615, дворец Зайзенберг; † 11 ноември 1677, дворец Зайзенберг), 1653 г. 1. княз на Ауершперг, херцог на Мюнстерберг и Франкенщайн, женен на 31 януари 1654 г. във Виена за графиня Мария Катарина фон Лозенщайн (1635 – 1691)
- Йохан Вилхелм (*/† 1618)